# 宁提
宁提是苏美尔神话中的生命女神。
宁提（Ninti）也是宁胡尔萨格为医治恩基的疾病而创造的八位女神之一。她治疗的部位是肋骨。恩基因吃下了被禁止的植物，受到宁胡尔萨格的诅咒而生病，后来在其他神灵的劝说下，宁胡尔萨格治好了他的病。一些学者认为，这可能就是《创世纪》中从亚当肋骨造出夏娃的故事基础。

## 参阅文献
1. ↑  Auset, Brandi.  1st ed. 伍德伯里，明尼苏达州.: 卢埃林刊物. 2009. ISBN 0738715514.
2. ↑  查尔斯·罗素·库尔特, 帕特里夏·特纳 (编). .
3. ↑  米格尔, 罗伯特·埃米特. . 美国: BOLCHAZY-CARDUCCI PUBS (IL). 1995年. ISBN 0865165106.